# Charles Koechlin
Charles Louis Eugène Koechlin (1867-1950) là nhà soạn nhạc, nhà nghiên cứu âm nhạc, nhà sư phạm người Pháp.

## Cuộc đời và sự nghiệp
Charles Koechlin bắt đầu thực sự nghiên cứu âm nhạc khi đã 22 tuổi. Ông vào Nhạc viện Paris, học nhạc từ năm 1890 đến năm 1897, dưới sự hướng dẫn của Jules Massenet và Gabriel Fauré.

## Phong cách sáng tác
Không theo một trường phái hay phong cách nào cụ thể, âm nhạc của Charles Koechlin chịu ảnh hưởng của những phương thức thời kỳ Trung cổ cũng như của các nhà soạn nhạc đương đại như Erik Satie, Igor Stravinsky. Các bản giao hưởng thơ của ông cũng chịu phong cách của Rudyard Kipling.

## Các tác phẩm

### Các tác phẩm âm nhạc
Charles Koechlin để lại:
- Các tác phẩm âm nhạc sân khấu, nổi bật có:

- Jacob ở Laban (1896-1908)
- Khu rừng đa thần (ballet, 1911-1925)

- Những tác phẩm dành cho dàn nhạc giao hưởng, nổi bật có:

- Giao hưởng 7 ngôi sao (1933)
- Tổ khúc giao hưởng Bốn mùa (1909-1911)
- Tổ khúc Luật rừng (dựa theo tác phẩm của Rudyard Kipling, 1925-1939)

- Các tác phẩm nhạc thính phòng
- Những bản romance
- Những bản nhạc dành cho hợp xướng
- Các ca khúc

### Sách
Charles Koechilin viết khá nhiều chuyên luận về âm nhạc như:
- Học thuyết về hòa thanh
- Quy tắc phức điệu

Ngoài ra, ông còn viết các cuốn sách về Gabriel Fauré và Claude Debussy.

## Danh mục tác phẩm

### Giao hưởng
- Symphony in A major (1893–1908, abandoned)[2]
- Symphony No.1 op.57bis (orchestral version, 1926, of String Quartet No.2)
- The Seven Stars Symphony op.132 (1933)
- Symphonie d’Hymnes (1936) [cycle of previously-composed independent movements]
- Symphony No.2 op.196 (1943–44)[3]

### Thơ giao hưởng
- La Forêt, op.25 (1897–1906) & op.29 (1896–1907)
- Nuit de Walpurgis classique op.38 (1901–1916)
- Soleil et danses dans la forêt op.43 no.1 (1908–11)
- Vers la plage lointaine, nocturne op.43 no.2 (1908–1916)
- Le Printemps op.47 no.1 (1908–11)
- L'Hiver op.47 no.2 (1908–10 orch 1916)
- Nuit de Juin op.48 no.1 (1908–11 orch 1916)
- Midi en Août op.48 no.2 (1908–11 orch 1916)
- La Course de printemps op.95 (1908–25) (Jungle Book Cycle)
- Vers la Voûte étoilée op.129 (1923–33)
- La Méditation de Purun Bhaghat op.159 (1936) (Jungle Book Cycle)
- La Cité nouvelle, rêve d’avenir op.170 (1938; after H.G. Wells)
- La Loi de la Jungle op.175 (1939–40) (Jungle Book Cycle)
- Les Bandar-log op.176 (1939–40) (Jungle Book Cycle)
- Le Buisson ardent opp.203 (1945) & 171 (1938)
- Le Docteur Fabricius op.202 (1941–44, orch 1946)

### Tác phẩm khác cho dàn nhạc
- En rêve op.20 no.1 (1896–1900)
- Au loin op.20 no.2 (1896–1900)
- L’Automne, symphonic suite op.30 (1896–1906)
- Études Antiques op.46 (1908–10)
- Suite légendaire op.54 (1901–15)
- 5 Chorals dans les modes du moyen-age op.117 bis (1931 orch. 1932)
- Fugue Symphonique ‘Saint-Georges’ op.121 (1932)
- L’Andalouse dans Barcelone op.134 (1933)
- Les Eaux vives – music for 1937 Paris Exposition Universelle, op.160 (1936)
- Victoire de la vie op.167 (1938 – score for film by Henri Cartier)
- Offrande musicale sur le nom de BACH op.187 (1942–46)
- Partita for chamber orchestra op.205
- Introduction et 4 Interludes de style atonal-sériel op.214 (1947–48)

### Tác phẩm cho nhạc cụ solo và dàn nhạc
- 3 Chorals for organ and orchestra op.49 (1909–16)
- Ballade for piano and orchestra op.50 (1911–19) (also for solo piano)
- Poème for horn and orchestra op.70 bis (1927 orch of Horn Sonata)
- 2 Sonatas for clarinet and chamber orchestra, opp.85 bis & 86 bis (1946 arrs of sonatas for clarinet and piano)
- 20 Chansons bretonnes for cello and orchestra op.115 (1931–32) (arrs of 20 Chansons bretonnes for cello and piano)
- Silhouettes de Comédie for bassoon and orchestra op.193
- 2 Sonatines for oboe d’amore and chamber orchestra op.194 (1942–43)

### Wind band
- Quelques chorals pour des fêtes populaires op.153 (1935–36)

### Tác phẩm thính phòng
- Trois Pièces for bassoon and piano, op.34
- String Quartet No.1 op.51 (1911–13)
- Sonata, flute and piano op.52 (1913)
- Sonata, viola and piano op.53
- Suite en quatuor pour flûte, violon, alto et piano op.55 (1911–1915)
- String Quartet No.2 op.57 (1911–15) [see also Symphony No.1]
- Sonata, oboe and piano op.58 (1911–16)
- Sonata, violin and piano op.64 (1915–16)
- Paysages et Marines for chamber ensemble op.63 (1915–16) [also arr. for piano solo]
- Sonata, cello and piano op.66 (1917)
- Sonata, horn and piano op.70 (1918–25)
- Sonata, bassoon and piano op.71 (1918–1919)
- String Quartet No.3 op.72 (1917–21)
- Sonata, 2 flutes op.75 (1920)
- Sonata No.1, clarinet and piano op.85 (1923)
- Sonata No.2, clarinet and piano op.86 (1923)
- Trio for flute, clarinet and bassoon (or violin, viola and violoncello) (1927)
- Piano Quintet op.80
- 20 Chansons bretonnes for cello and piano op.115 (1931–32)
- L’Album de Lilian (Book I) for soprano, flute, clarinet, piano op.139 (1934)
- L’Album de Lilian (Book II) for flute, piano, harpsichord, Ondes Martenot op.149 (1935)
- Quintet No.1 for flute, harp and string trio Primavera op.156 (1936)
- 14 Pièces for flute and piano op.157b (1936)
- Épitaphe de Jean Harlow for flute, alto saxophone and piano op.164 (1937)
- Septet for wind instruments op.165 (1937)
- 14 Pièces for clarinet and piano op.178 (1942)
- 14 Pièces for oboe and piano op.179 (1942)
- 15 Pièces for horn (or saxophone) and piano op.180 (1942)
- 15 Études for saxophone and piano op.188 (1942–44)
- 12 Menodies[cần giải thích] for Instruments op.213 (1947)

First and Second for flute
Third and Fourth for oboe
Fifth and Sixth for clarinet
Seventh and Eighth for bassoon
Ninth for alto saxophone
Tenth for trombone
Eleventh for trumpet
Twelfth for horn
- Sonate à sept for flute, oboe, harp and string quartet op.221
- Morceau de lecture pour la flûte op. 218 (1948)
- Quintet No.2 for flute, harp and string trio Primavera II op.223 (1949)
- Stèle funéraire for flute, piccolo and alto flute op.224 (1950)

### Tác phẩm khí nhạc
- 5 Sonatines for piano op.59 (1915–16)
- 4 Sonatines Françaises for piano duet, op.60 (1919) [also version for orchestra]
- Paysages et Marines for piano op.63 (1915–16) [also arr. chamber ensemble]
- Les Heures persanes, 16 pieces for piano op.65 (1913–19) [also orchestral version]
- 12 Pastorales for piano op.77 (1916–20)
- 4 Nouvelles Sonatines françaises for piano op.87 (1923–24)
- L’Ancienne Maison de campagne for piano op.124 (1923–33)
- Danses pour Ginger Rogers for piano op.163 (1937)
- Vers le soleil – 7 monodies for Ondes Martenot op.174 (1939)
- Suite for cor anglais op.185 (1942)
- Les Chants de Nectaire, 96 pieces for flute solo in 3 series, opp.198, 199 & 200 (1944)
- 15 Préludes for piano op.209 (1946)
- Le Repos de Tityre for oboe d’amore solo op.216

### Tác phẩm hợp xướng
- L’Abbaye, Suite religieuse for soli, chorus and orchestra opp.16 & 42 (1908)
- 3 Poèmes for soli, chorus and orchestra op.18 (Jungle Book Cycle)
- Chant funèbre à la mémoire des jeunes femmes défuntes for chorus and orchestra op.37 (1902–08)
- Chant pour Thaelmann for choir and piano or wind band op.138 (1934)
- Requiem des pauvres bougres for chorus, orchestra, piano, organ and Ondes Martenot op.161 (1936–37)

### Các ca khúc
- Rondels, Set I op.1 (1890–95)
- 4 Poèmes d’Edmond Haraucourt op.7 (1890–97)
- Rondels, Set II op.8 (1891–96)
- Poèmes d’automne op.13 (1894–99)
- Rondels, Set III op.14 (1896–1901)
- 3 Mélodies op.17 (1895–1900)
- 2 Poèmes d’André Chénier op.23 (1900–02)
- 6 Mélodies sur des poésies d’Albert Samain op.31 (1902-6)
- 5 Chansons de Bilitis op.39 (1898–1908)
- 5 Mélodies sur des poèmes de ‘Shéhérazade’ de Tristan Klingsor Series I op.56 (1914–16)
- 8 Mélodies sur des poèmes de ‘Shéhérazade’ de Tristan Klingsor Series II op.84 (1922–3)
- 7 Chansons pour Gladys op.151 (1935)